# Пересєкін Валерій Миколайович
Пересєкін Валерій Миколайович (29 грудня 1953 року) — український географ-економіст, кандидат географічних наук, доцент Київського національного університету імені Тараса Шевченка.

## Біографія
Народився 29 грудня 1953 року в місті Києві. Закінчив 1980 року географічний факультет Київського університету. Працює з 1983 по 1988 рік асистентом на географічному факультеті, з 1988 року доцент кафедри економічної та соціальної географії, з 1992 року заступник директора, з 2004 директор Інституту післядипломної освіти. Кандидатська дисертація «Особливості формування інтегральних районів великого міста (на прикладі міста Києва)» захищена у 1984 році. Фахівець у галузі оцінки природних ресурсів, урбанізації, методів дослідження.

## Нагороди і відзнаки
Заслужений працівник освіти України. Нагороджений орденом «За заслуги» ІІІ ступеня 2009 року.

## Наукові праці
Автор близько 60 наукових праць. Основні праці:
1. (рос.) Экономико-географический комплекс крупного города (на примере города Киева). — К., 1989.
2. (рос.) Трудовые связи крупного города. — К., 1989.
3. Суспільно-географічні основи регіонального природокористування. — К., 2006.